# Peter Rushforth
Peter Scott „P. S.“ Rushforth (* 15. Februar 1945 in Gateshead, County Durham; † 25. September 2005 in Blakey Ridge, North Yorkshire) war ein britischer Lehrer und Schriftsteller, der 1979 für seinen Debütroman Kindergarten mit dem Hawthornden-Preis ausgezeichnet wurde.

## Leben
Rushforth, der in Leeds aufwuchs, studierte nach dem Besuch der Cockburn High School Anglistik an der University of Hull und schloss dieses mit einem Bachelor ab. Ein anschließendes postgraduales Studium der Pädagogik an der University of Nottingham beendete er mit einem Diplom und war anschließend zunächst vier Jahre Englischlehrer am Huddersfield New College, ehe er als Lehrer zur Friends’s School in Great Ayton wechselte.
Während seiner dortigen Tätigkeit befasste er sich mit dem Holocaust, nachdem er die Briefe mehrerer verzweifelter jüdischer Eltern fand, die erfolglos darum flehten, dass ihre Kinder im Großbritannien vor dem Zweiten Weltkrieg als Flüchtlinge aufgenommen werden. Obwohl Rushforth keine familiäre Beziehungen zu den schrecklichen Ereignissen im Deutschen Reich der Jahre 1933 bis 1945 hatte, er weder Jude war, noch einer seiner Verwandten ums Leben gekommen war, verfasste er 1979 unter dem Namen P. S. Rushforth mit Kindergarten seinen ersten Roman und wurde sogleich mit dem renommierten Hawthornden-Preis ausgezeichnet.
Aufgrund seiner Tätigkeit als Lehrer und Leiter der Englisch-Abteilung an der Friends’s School trat die schriftstellerische Arbeit jedoch in den Hintergrund. Erst 1994 verfasste er nach einer Reise mit Freunden nach Brasilien ein 28.000 Wörter umfassendes Manuskript für einen zweiten Roman und sagte, dass ihn seine Freunde „einen Monat auf einem Berg zurückgelassen hätten mit nichts anderem zu tun als zu schreiben“ (‚left me on a mountain for a month with nothing to do but write‘). Es dauerte allerdings bis 2002, als er daraus einen fünfzehnten Entwurf für einen neuen Roman fertigte, der 2004 unter dem Titel Pinkerton’s Sister erschien. Dieser 700 Seiten umfassende Roman, dessen Erzählerin die selbsternannte „Verrückte vom Dachboden“ Alice Pinkerton ist, fand weltweit Beachtung und war unter anderem Buch des Monats in Südafrika, wo eine von Rushforth geschätzte Buchrezension mit den Worten begann, „Dies ist nicht ein Buch für jedermann...“ (‚This is not a book for everyone . . .‘).
Zuletzt arbeitete er zum Zeitpunkt seines Todes an seinem dritten Roman A Dead Language.